# Stranger in a Strange Land (canción)
«Stranger in a Strange Land» es un sencillo extraído del sexto álbum de estudio Somewhere in Time (1986) de la banda británica de heavy metal Iron Maiden. La canción fue compuesta por Adrian Smith. Señalar que el tema de la canción no tiene nada que ver con la novela de Robert A. Heinlein Forastero en tierra extraña.
La letra habla sobre un explorador ártico que muere y se congela en el hielo. Después de cien años su cuerpo es encontrado preservado por otros exploradores. Adrian Smith se inspiró en una conversación que tuvo con un explorador que había tenido una experiencia similar con un cuerpo congelado.
La canción es una de las únicas cuatro canciones de Iron Maiden que utilizan la técnica de fade out, siendo las otras "The Prophecy" de Seventh Son of a Seventh Son, el cover de "Women in Uniform", de Killers, y la última canción del, hasta la fecha último disco de estudio, Senjutsu "Hell on Earth".
Los lados B del sencillo, "That Girl" y "Juanita", son canciones de dos bandas de un amigo de Adrian Smith, Andy Barnett.

## Lista de canciones
1. «Stranger in a Strange Land»[2] (Adrian Smith) – 5:45
2. «That Girl» (Merv Goldsworthy, Pete Jupp, Andy Barnett) – 5:04
3. «Juanita» (Steve Barnacle, Derek O'Neil; cover de Marshall Fury) – 3:47

## Miembros
- Steve Harris – bajo, coros
- Bruce Dickinson – voz
- Dave Murray – guitarra
- Adrian Smith – guitarra, coros
- Nicko McBrain – batería